# 言語学研究会
言語学研究会（げんごがくけんきゅうかい）は、日本の言語学・日本語研究の研究団体。奥田靖雄、高橋太郎、鈴木重幸、宮島達夫、上村幸雄、鈴木康之などを主要なメンバーとした日本語研究の学派と見うる。奥田靖雄らの文法論、宮島達夫らの語彙論、上村幸雄の音声学・音韻論によって20世紀後半における現代日本語文法研究を牽引した。

## 概要
1956年、民主主義科学者協会の事実上の解体後、奥田靖雄、鈴木重幸、宮島達夫らによって創立され、今日に至っている。設立総会は1956年11月12日（総会後の講演は三上章）。その後、奥田靖雄をリーダーとして、ロシア文法学（ヴィクトル・ヴィノグラードフなどの研究）を批判的に摂取・発展させた連語論（「語結合」の項参照）の研究や、いわゆる「教科研文法」と呼ばれる体系的な文法論を発展させ、主として日本語の研究に大きな影響を及ぼしている。民間教育研究団体である教育科学研究会・国語部会に対しては、指導的立場にある。

## 主なメンバー（途中から離脱した者も含む）
- 金田一春彦
- 奥田靖雄
- 高橋太郎
- 上村幸雄
- 鈴木重幸
- 宮島達夫
- 鈴木康之
- 田中克彦
- 松本泰丈
- 鈴木泰
- 工藤浩
- 工藤真由美
- 佐藤里美
- 村上三寿
- 湯本昭南

## 主な著作物
- 『日本語研究の方法』（松本泰丈編、むぎ書房、1978年10月）
- 『言語の研究』（言語学研究会編、むぎ書房、1979年10月）
- 『日本語文法・連語論（資料編）』（言語学研究会編、鈴木重幸、鈴木康之責任編集、1983年,ISBN 978-4-8384-0106-2）
- 『ことばの科学』1～15（言語学研究会の論文集、言語学研究会編、むぎ書房、1986年11月-）